# Голдсміт (Техас)
Голдсміт (англ. Goldsmith) — місто (англ. city) в США, в окрузі Ектор штату Техас. Населення — 236 осіб (2020).

## Географія
Голдсміт розташований за координатами 31°59′0″ пн. ш. 102°36′59″ зх. д. / 31.98333° пн. ш. 102.61639° зх. д. (31.983325, -102.616381).  За даними Бюро перепису населення США в 2010 році місто мало площу 0,84 км², уся площа — суходіл.

## Демографія
Згідно з переписом 2010 року, у місті мешкало 257 осіб у 111 домогосподарстві у складі 74 родин. Густота населення становила 306 осіб/км².  Було 123 помешкання (147/км²).
Расовий склад населення:
| - 87,5 % — білих - 1,9 % — корінних американців - 0,8 % — чорних або афроамериканців - 5,8 % — осіб інших рас |

До двох чи більше рас належало 3,9 %. Частка іспаномовних становила 18,3 % від усіх жителів.
За віковим діапазоном населення розподілялося таким чином: 21,0 % — особи молодші 18 років, 64,2 % — особи у віці 18—64 років, 14,8 % — особи у віці 65 років та старші. Медіана віку мешканця становила 45,2 року. На 100 осіб жіночої статі у місті припадало 127,4 чоловіків;  на 100 жінок у віці від 18 років та старших — 113,7 чоловіків також старших 18 років.
Середній дохід на одне домашнє господарство  становив 73 588 доларів США (медіана — 50 750), а середній дохід на одну сім'ю — 81 961 долар (медіана — 58 750). За межею бідності перебувало 9,1 % осіб, у тому числі 19,2 % дітей у віці до 18 років та 0,0 % осіб у віці 65 років та старших.
Цивільне працевлаштоване населення становило 101 особа. Основні галузі зайнятості: сільське господарство, лісництво, риболовля — 29,7 %, транспорт — 15,8 %, роздрібна торгівля — 12,9 %, мистецтво, розваги та відпочинок — 12,9 %.